# Alto de La Alianza (distrito)
Alto de La Alianza é um distrito do Peru, departamento de Tacna, localizada na província de Tacna.

## História
O então Presidente da República, Fernando Belaúnde, baixou o decreto de 9 de mai de 1984, crea o distrito d'Alto de la Alianza.

## Alcaldes
- 2011-2014: Willy Wilson Méndez Chávez.
- 2007-2010: Luis Alberto Mamani Churacutipa.
- 2003-2006: Víctor Gandarillas Chávez.
- 1993-2002: Jacinto Eleodoro Gómez Mamani.

## Transporte
O distrito de Alto de La Alianza é servido pela seguinte rodovia:
- PE-38, que liga o distrito de Santa Rosa (Região de Puno) à cidade de Tacna (Região de Tacna)
- PE-1S, que liga o distrito de Lima (Província de Lima à cidade de Tacna (Região de Tacna - Posto La Concordia (Fronteira Chile-Peru) - e a rodovia chilena Ruta CH-5 (Rodovia Pan-Americana) [1][2][3]